# Norrtjärnen (Grangärde socken, Dalarna)
Norrtjärnen är en sjö i Ludvika kommun i Dalarna och ingår i Norrströms huvudavrinningsområde.